# Хантер Шафер
Хантер Шафер (енгл. Hunter Schafer; Трентон, 31. децембар 1998) америчка је глумица и манекенка. Позната је по улози трансродне тинејџерке Џулс Вон у серији Еуфорија (2019—данас).

## Биографија
Рођена је 31. децембра 1998. у Трентону. Ћерка је Кејти и Мака Шафера. Отац јој је пастор, а њихова породица се селила између цркава и конгрегација у Њу Џерзију и касније у Ралију. Има две млађе сестре и брата.
Изјашњава се као трансжена. У интервјуу је рекла да јој је интернет помогао да се носи са својим родним идентитетом, окрећући се платформи YouTube и друштвеним медијима како би сазнала о временским оквирима транзиције особа. Изјавила је: „Желим да људи знају да нисам цис девојка јер то није нешто што јесам нити се осећам као да јесам. Поносна сам што сам транс особа.” Што се тиче њене сексуалности, рекла је да је ближа ономе што би људи назвали лезбијком. У децембру 2021. на платформи Twitter је изјавила да би своју сексуалност окарактерисала као „би или пан или нешто слично”.

## Филмографија
| Година     | Српски назив                                | Изворни назив | Улога                    | Напомене                       | Реф.   |
| ---------- | ------------------------------------------- | ------------- | ------------------------ | ------------------------------ | ------ |
| 2019—данас | Еуфорија                                    |               | Џулс Вон                 | главна улога; косценариста: „” | [ 10 ] |
| 2022.      | Бел                                         |               | Рука „Рука-чан” Ватанабе | енглеска синх.                 | [ 11 ] |
| 2023.      | Игре глади: Балада о птици певачици и змији |               | Тигрица Сноу             |                                | [ 12 ] |
| 2024.      | Н/Д                                         |               | Гречен                   |                                | [ 13 ] |
| 2024.      | Сва лица доброте                            |               | Ана                      |                                | [ 14 ] |